# Мкртчян, Гайк
Гайк Мкртчян (арм. Հայկ Մկրտչյան; 5 ноября 1989, Ереван, Армянская ССР, СССР) — армянский футболист, нападающий.

## Клубная карьера
В «Киликии» Гайк оказался в юном возрасте. Но и в свои 18 отлично себя зарекомендовал, проведя сезон ровно. Из 28 матчей, проведённых в чемпионате, Гайк участвовал в 26. Следующий сезон стал ещё лучше касательно статистики — 27 матчей и 2 забитых мяча (в 2007-м — 1 мяч), в те же 28 туров чемпионата. Однако пока у молодого таланта не совсем получается с завершением атакующих действия. Впрочем это не мешает Мкртчяну выходить стабильно на поле.
В начале 2011 года руководство «Киликии» направило официальное письмо в Федерацию футболу Армении, сообщив, что команда расформировывается и не сможет принять участие в чемпионате Армении 2011 года из-за финансовых проблем. 31 января ФФА официально приняла решение исключить «Киликию» из всех футбольных турниров под эгидой ФФА. Таким образом клуб прекратил своё существование. Мкртчян был вынужден искать новый клуб. В поле зрения игрок попал к своему бывшему тренеру Абрааму Хашманяну. Вместе с партнёром по «Киликии» Арменом Хачатряном, Мкртчян перешёл в «Гандзасар». Летом того же года Мкртчян покинул клуб, из-за непопадания в состав.
Год спустя Мкртчян подписывает контракт с «Араратом», куда он перешёл по долгому сотрудничеству с главным тренером Хашманяном. Клуб сменил ориентацию на местных игроков, начал попытку ухода с низов пучины, в которой оказался за небольшой промежуток времени. Одновременно с Мкртчяном в клуб пришли Геворг Нранян и Арсен Петросян. Свои последние матчи на профессиональном уровне футболист сыграл в составе «Арарата» в 2012 году.

## Статистика выступлений
Данные на 5 ноября 2011
| Клуб             | Сезон            | Чемпионат | Чемпионат | Кубки | Кубки | Еврокубки | Еврокубки | Всего | Всего |
| Клуб             | Сезон            | Матчи     | Голы      | Матчи | Голы  | Матчи     | Голы      | Матчи | Голы  |
| ---------------- | ---------------- | --------- | --------- | ----- | ----- | --------- | --------- | ----- | ----- |
| Киликия          | 2007             | 25        | 1         | 0     | 0     | 0         | 0         | 25    | 1     |
| Киликия          | 2008             | 27        | 2         | 4     | 0     | 0         | 0         | 31    | 2     |
| Киликия          | 2009             | 20        | 1         | 2     | 0     | 0         | 0         | 22    | 1     |
| Киликия          | 2010             | 19        | 1         | 1     | 0     | 0         | 0         | 20    | 1     |
| Всего            | Всего            | 91        | 5         | 7     | 0     | 0         | 0         | 98    | 5     |
| Гандзасар        | 2011             | 4         | 0         | 0     | 0     | 0         | 0         | 4     | 0     |
| Всего            | Всего            | 4         | 0         | 0     | 0     | 0         | 0         | 4     | 0     |
| Арарат (Ереван)  | 2012/13          | 0         | 0         | 0     | 0     | 0         | 0         | 0     | 0     |
| Всего            | Всего            | 0         | 0         | 0     | 0     | 0         | 0         | 0     | 0     |
| Всего за карьеру | Всего за карьеру | 95        | 5         | 7     | 0     | 0         | 0         | 102   | 5     |

## Достижения
- «Гандзасар»
  - Бронзовый призёр чемпионата Армении: 2011